# Molí-Fàbrica Arrossera de Sant Josep
El Molí arrosser de Sant Josep, també conegut com a Molí de Benlloch, és un molí i fàbrica de Benetússer, construït a iniciativa de Salvador Benlloch Rodrigo a principis del segle xx. Erigit en 1921, es comercialitzava arròs amb el nom de Arrocerías de San José y La Torre. Posteriorment va ser fàbrica de la xocolata Meivel, que en 2007 abandonà la localització, al centre de Benetússer, per una zona sense veïns com és el polígon d'Algemesí.